# Timmiella umbrosa
Timmiella umbrosa är en bladmossart som beskrevs av Brotherus 1902. Timmiella umbrosa ingår i släktet Timmiella och familjen Pottiaceae. Inga underarter finns listade i Catalogue of Life.